# Ekologistyka
Ekologistyka to wszystkie badania i działania związane z realizacją rozwiązań optymalnych w zakresie zbiórki, gromadzenia, usuwania i kierowania do utylizacji lub nieuciążliwej dla środowiska i społeczeństwa likwidacji odpadów różnych rodzajów.
Termin powstał w wyniku wzrostu świadomości ekologicznej społeczeństw. W świetle pojęcia kosztów zewnętrznych łańcuchów dostaw o działaniu ekologistycznym można mówić, jeżeli w szukaniu optymalnych rozwiązań uwzględniany jest szeroki rachunek ekonomicznych endo- i egzogenicznych, bezpośrednich i pośrednich oddziaływań procesów biznesowych (będących wytworem antroposytemu) na środowisko naturalne.

## Ekologistyka jako zintegrowany proces
Ekologistyka jest terminem opisującym zintegrowany proces, który:
- opiera się na koncepcji zarządzania przepływami materiałów odpadowych, oraz sprzężonych z nimi informacjami,
- zapewnia zdolność unieszkodliwiania oraz recykling tego typu materiału według przyjętych zasad technicznych i procesowych, spełniających wymogi normalizacyjne i prawne ochrony środowiska,
- umożliwia podejmowanie technicznych i menadżerskich decyzji w kierunku minimalizacji negatywnych skutków oddziaływania na środowisko[1].

## Zakres ekologistyki
Zakres ekologistyki jest stosunkowo szeroki. Obejmuje on:
- edukację społeczeństwa w sprawach ekorozwoju,
- organizację segregowanej zbiórki odpadów,
- regularne usuwanie zebranych odpadów,
- dostarczenie wywożonych odpadów do zakładów utylizacyjnych,
- lokowanie na wysypiskach odpadów nie nadających się do utylizacji,
- specjalne traktowanie odpadów niebezpiecznych[2].